# Laurie Wiltshireová
Laurie Wiltshireová (* 18. září 1983 Fort McMurray) je bývalá kanadská zápasnice – judistka.

## Sportovní kariéra
S judem začínala v 10 letech v rodném Fort McMurray. Připravovala se v Calgary pod vedením Garryho Yamashity. V širším výběru kanadské ženské reprezentaci se pohybovala od roku 2002. Od roku 2009 jako reprezentační jednička v pololehké váze do 52 kg. V roce 2012 se na olympijské hry v Londýně nekvalifikovala a vzápětí ukončila sportovní kariéru. Věnuje se trenérské práci.

## Výsledky
| Olympijské hry          |    |    | — |     |    |    | —  |  |  |  |  |
| Mistrovství světa       |    | —  |   | —   | —  | —  |    |  |  |  |  |
| Panamerické hry         |    | —  |   |     |    | 5. |    |  |  |  |  |
| Panamerické mistrovství | —  | —  | — | úč. | 7. | 7. | 7. |  |  |  |  |
| Univerziáda             |    | 5. |   | —   |    | —  |    |  |  |  |  |
| Akademické MS           | 5. |    |   |     |    |    |    |  |  |  |  |